# Hoàn Châu cách cách
Hoàn Châu cách cách (tiếng Trung: 还珠格格, tiếng Anh: My Fair Princess) là loạt phim truyền hình Trung Quốc gồm 3 phần (1998, 1999, 2003) do Đài Truyền hình Trung ương Trung Quốc cùng Đài truyền hình Hồ Nam TV và Công ty truyền thông Di Nhân (怡人傳播公司) của Đài Loan phối hợp sản xuất và phát hành phần đầu tiên vào năm 1998. Bộ phim do chính Tác giả nguyên tác Quỳnh Dao trực tiếp giám sát chỉ đạo.
Sau này Đài Loan cùng Trung Quốc tái hợp tác và phát hành một phiên bản mới vào năm 2011 có tên Tân Hoàn Châu cách cách 2011.

## Khái quát
Bộ phim chuyển thể từ bộ tiểu thuyết cùng tên của nữ tác giả Quỳnh Dao. Hoàn Châu cách cách kể về cuộc đời của một cô gái mồ côi có tên Tiểu Yến Tử (小燕子; nghĩa là "chim yến nhỏ"). Cô gái này do mồ côi, từ nhỏ đi theo một gánh diễn trò mà lớn lên, lém lỉnh, tinh ranh và có chút võ nghệ. Vì tính cách hào sảng, cô kết giao với Hạ Tử Vy (夏紫薇) - một thiếu nữ lên Bắc Kinh tìm cha. Sau khi dò hỏi, Tiểu Yến Tử biết được Tử Vy thật là con gái Hoàng đế Càn Long đang trị vì, như vậy Tử Vy chính là một công chúa triều Thanh.
Cô nhận lời giúp Tử Vy trà trộn vào Mộc Lan Vi Trường - nơi diễn ra trò săn thú của Càn Long. Vô tình bị thương do Ngũ a ca Vĩnh Kỳ tưởng nhầm cô là một con hươu, Tiểu Yến Tử lại gây ra hiểu lầm khi Càn Long cho rằng cô là đứa con gái riêng của ông với một phi tần không chính thức Hạ Vũ Hà - chính là mẹ ruột của Hạ Tử Vy. Rắc rối thực sự đến khi Càn Long nhận định Tiểu Yến Tử là con gái mình, và vì tham luyến một chút tình thương mà Tiểu Yến Tử không nhanh chóng phủ nhận hiểu lầm, khiến cô phóng lao phải đâm theo lao, lún sâu vào tội mạo danh mà một khi bị vạch trần sẽ bị xử tội "lừa Vua dối Chúa".
Theo giãi bày của Quỳnh Dao, vào năm 1997 bà đã đến Bắc Kinh, nghe qua sự tích về một Công chúa dân gian được Càn Long nhận làm con nuôi, sau khi chết thì được táng vào Công chúa phần nổi tiếng ở Tây Thành, Bắc Kinh.

## Diễn viên

### Phần 1 và 2
- Triệu Vy vai Tiểu Yến Tử/Phương Từ
- Lâm Tâm Như vai Hạ Tử Vy và Hạ Vũ Hà (phần 1)
- Tô Hữu Bằng vai Ngũ A ca Vĩnh Kỳ
- Châu Kiệt vai Phúc Nhĩ Khang
- Trương Thiết Lâm vai Hoàng đế Càn Long
- Phạm Băng Băng vai Kim Tỏa
- Đới Xuân Vinh vai Kế Hoàng hậu
- Triệu Lệ Quyên vai Lệnh phi
- Lý Minh Khởi vai Dung ma ma
- Lục Thi Vũ vai Liễu Thanh
- Trần Oánh vai Liễu Hồng
- Ôn Hải Ba vai Phúc Luân (Đại học sĩ)
- Lưu Phương vai vợ Phúc Luân (Phúc tấn)
- Tiết Nghiễm vai Tiểu Đặng Tử
- Lý Nam vai Tiểu Trác Tử (phần 1)
  - Lưu Uy vai Tiểu Trác Tử (phần 2)
- Ngư Mộng Khiết vai Minh Nguyệt
- Lưu Phương Dục vai Thái Hà (phần 1)
  - Lý Băng Tiêu vai Thái Hà (phần 2)
- Trần Chí Bằng vai Phúc Nhĩ Thái (phần 1)
- Trương Hằng vai Công chúa Tây Tạng Trại Á (phần 1)
- Lưu Đan (nam) vai Kỷ Hiểu Lam (phần 1)
- Trương Ngụy vai Phó Hằng (phần 1)
- Du Long vai Ngạc Mẫn (phần 1)
- Lưu Vỹ vai Lương Đình Quế (phần 1)
- Vương Dịch vai Ba Lặc Bôn (phần 1)
- Dương Đông vai Thái Liên (phần 1)
- Trịnh Giai Hân vai Đỗ Nhược Lan (phần 1)
- Triệu Mẫn Phân vai Sùng Khánh Hoàng thái hậu (phần 2)
- Vương Diễm vai Tình Nhi (phần 2)
- Thiệu Thông vai Vĩnh Cơ (phần 2)
- Lưu Đan (†) vai Hàm Hương (phần 2)
- Doãn Vỹ vai A Lý Hòa Trác (phần 2)
- Chu Hoành Gia vai Tiêu Kiếm/Phương Nghiêm (phần 2)
- Mâu Phượng Bân vai Mông Đan/Mạch Nhĩ Đan (phần 2)
- Trạch Nguyệt Vinh vai Quế ma ma (phần 2)
- Từ Phúc Lai vai Ông chủ Đỗ (phần 2)
- Vương Hồng vai vợ ông chủ Đỗ (phần 2)

### Phần 3
- Huỳnh Dịch vai Tiểu Yến Tử
- Mã Y Lợi vai Hạ Tử Vy
- Cổ Cự Cơ vai Ngũ A ca Vĩnh Kỳ
- Châu Kiệt vai Phúc Nhĩ Khang
- Vương Diễm vai Tình Nhi
- Huỳnh Hiểu Minh vai Tiểu Kiếm
- Địch Long vai Hoàng đế Càn Long
- Tưởng Cần Cần vai Hạ Doanh Doanh
- Tần Lam vai Trần Tri Họa
- Lưu Đào vai Công chúa Miến Điện Mộ Sa
- Khương Lê Lê vai Kế Hoàng hậu
- Triệu Mẫn Phân vai Sùng Khánh Hoàng Thái hậu
- Trần Lệ vai Lệnh phi
- Kiều Thần vai Dung ma ma
- Ôn Hải Ba vai Phúc Luân
- Lưu Phương vai vợ Phúc Luân

## Phát sóng quốc tế
| Quốc gia / Vùng lãnh thổ | Kênh truyền hình      | Năm phát sóng | Tựa đề phim                                                                |
| ------------------------ | --------------------- | ------------- | -------------------------------------------------------------------------- |
| Campuchia                |                       |               | ព្រះនាងយេយេ (Preah Neang Ye Ye)                                                 |
| Trung Quốc               | HBS                   | 1998          | 还珠格格 (Huan Zhu Ge Ge)                                                  |
| Hồng Kông                | ATV                   | 1999          | 還珠格格 (Waan Jyu Gaak Gaak)                                              |
| Indonesia                | Indosiar              | 1999          | Putri Huan Zhu                                                             |
| Nhật Bản                 | Sun TV                | 2008          | 還珠姫 〜プリンセスのつくりかた〜 (Kanju Hime ~Purinsesu no Tsukuri Kata~) |
| Ma Cao                   |                       |               | 還珠格格 (Waan Jyu Ge Ge )                                                 |
| Malaysia                 | NTV7                  | 1999          | 還珠格格 (Waan Jyu Ge Ge )                                                 |
| Mông Cổ                  | Channel 25 (Mongolia) | 1999          | Хуанжу гэг (Khuanju geg)                                                   |
| Philippines              | QTV                   | 2008          | My Fair Princess                                                           |
| Singapore                | VV Drama              | 1999          | 还珠格格 (Huan Zhu Ge Ge)                                                  |
| Hàn Quốc                 | Gyeongin TV           | 1998          | 황제의 딸 (Hwangje-ui Ttal; "Emperor's Daughter")                          |
| Đài Loan                 | CTV                   | 1998          | 還珠格格 (Huan Zhu Ge Ge)                                                  |
| Thái Lan                 | Channel 3             | 1999          | องค์หญิงกำมะลอ (Xngkh̒ h̄ỵing kảmalx)                                          |
| Việt Nam                 | VTV                   | 1999          | Hoàn Châu Công Chúa / Hoàn Châu Cách Cách / Bức Tranh Định Mệnh            |

## Cốt truyện

### Tóm tắt nội dung

#### Phần 1: Âm thố dương sai 1998 (陰錯暘差)
Bộ phim xảy ra vào năm Càn Long thứ 24, giữa triều đại của Hoàng đế Càn Long. Hạ Tử Vy và cô nha hoàn tên Kim Toả đi từ Tế Nam đến Bắc Kinh để tìm cha của mình. Ở Bắc Kinh, họ gặp Tiểu Yến Tử trong một dịp náo loạn. Vì cảm kích lẫn nhau mà Tiểu Yến Tử và Hạ Tử Vy quyết định kết nghĩa làm chị em. Sau khi kết nghĩa, Tử Vy đem câu chuyện tình của người mẹ Hạ Vũ Hà đã qua đời của cô ra kể với Tiểu Yến Tử. Hóa ra khi xưa, Càn Long Hoàng đế đi tuần du, bản tính phong lưu nổi lên khi gặp gỡ Hạ Vũ Hà xinh đẹp, sau đó ông rời đi nhanh chóng và để lại Hạ Vũ Hà mang long thai. Tiểu Yến Tử hứa sẽ giúp Tử Vy gặp được cha. Một hôm, Tiểu Yến Tử nảy ra kế lẻn vào bãi săn nơi Càn Long sẽ đi săn để giúp Tử Vy gặp ông.
Nhưng đến được bãi săn là phải trèo qua một vách núi, và chỉ có Tiểu Yến Tử, trong người có chút võ công, mới có thể làm được kỳ tích này. Vì thế Tử Vy giao tín vật của mẹ cô để lại, một chiếc quạt và một bức tranh do Càn Long tặng bà, cho Tiểu Yến Tử và nhờ cô đưa tin hộ. Tiểu Yến Tử lẻn được vào bãi săn nhưng trước khi cô có thể kể câu chuyện của Tử Vy cho Càn Long, cô đã bị một mũi tên bắn trúng. Người bắn mũi tên định mệnh này là Ngũ A Ca Vĩnh Kỳ, con trai thứ năm của Càn Long. Khi phát hiện được cái đích của mũi tên của mình không phải là một con hươu như chàng tưởng, mà là một cô gái, Vĩnh Kỳ cùng hai người bạn là hai anh em họ Phúc, Nhĩ Khang và Nhĩ Thái lập tức đưa Tiểu Yến Tử đến gặp Càn Long. Càn Long cố gắng hỏi Tiểu Yến Tử về thân thế của cô nhưng cô chỉ có sức để hỏi Càn Long một câu hỏi mà Tử Vy đã nhờ cô hỏi: Rằng Càn Long còn nhớ Hạ Vũ Hà bên Hồ Đại Minh không? Câu hỏi làm Càn Long sửng sốt và khi ông tim được chiếc quạt và bức tranh trên người Tiểu Yến Tử, ông đưa cô vào cung. Càn Long ra lệnh cho các Thái y phải bằng bất cứ giá nào cứu sống được Tiêu Yến Tử, trong khi đó, ở ngoài cung Tử Vy vô cùng lo lắng cho Tiểu Yến Tử.
Vào lúc Tiểu Yến Tử còn đang hôn mê vì vết thương, Càn Long nhận nhầm cô là con gái của ông và Hạ Vũ Hà. Ông phong cô là [Hoàn Châu cách cách; 還珠格格], có nghĩa là viên ngọc châu được tìm về. Tiểu Yến Tử lớn lên trong cảnh mồ côi và chưa bao giờ được có cảm giác được yêu thương như lúc đó đã tự nhủ sẽ "mượn" cha của Tử Vy vài hôm rồi sẽ trả lại địa vị cho Tử Vy. Ở trong cung, Tiểu Yến Tử làm bạn với Vĩnh Kỳ và Phúc Nhĩ Thái.
Vài ngày sau, Càn Long đưa Tiểu Yến Tử đi tế lễ Thiên Đàn và đội kiệu đưa ông và Tiểu Yến Tử đến nơi tế lễ đi dọc khắp Bắc Kinh. Hạ Tử Vy nhìn thấy Tiểu Yến Tử trong trang phục cách cách đã đuổi theo kiệu của Tiểu Yến Tử trong sự giận dữ và đau khổ. Cô đọc lên bài thơ ghi trên chiếc quạt của mẹ. Khi nghe cô đọc lên bài thơ, Phúc Nhĩ Khang cảm thấy chuyện không bình thường và đưa cô về nhà. Dần dần, Nhĩ Thái và Vĩnh Kỳ và cả nhà họ Phúc biết được sự thật từ Tiểu Yến Tử, là Càn Long đã nhận nhầm cô khi cô hôn mê. Tình cảm nảy nở giữa Tử Vy và Nhĩ Khang. Cùng lúc đó, họ tìm cách để đổi lại chỗ cho Tử Vy và Tiểu Yến Tử và trả lại thân phận thật cho Tử Vy. Họ đưa Tử Vy và Kim Toả vào cung làm Cung nữ cho Tiểu Yến Tử với ý định làm cho Càn Long phải yêu thích cả Tiểu Yến Tử và Tử Vy. Đến lúc đó, khi họ nói ra sự thật, ông sẽ không nỡ giết ai cả. Trong cung, không những Tiểu Yến Tử và Tử Vy phải đối đầu với sự hà khắc cùng nghi kị của Hoàng hậu, họ còn phải che giấu mối tình bí mật giữa Nhĩ Khang và Tử Vy. Trong thời gian này Ngũ a ca Vĩnh Kỳ cũng đem lòng yêu Tiểu Yến Tử.
Rồi sự kiện Quốc vương xứ Tây Tạng và con gái là Tái Á công chúa đến Bắc Kinh. Tính cách Tiểu Yến Tử cùng Tái Á giống nhau, không ai nhường ai, do vậy trong đại hội võ thuật đã ganh đua xem Võ sĩ bên nào mạnh hơn. Võ sĩ của Đại Thanh là Phúc Nhĩ Khang, khi ấy hết sức thuận lợi đánh bại Võ sĩ người Tây Tạng, và cũng từ đó Tái Á đem lòng ngưỡng mộ Nhĩ Khang. Khi biết được Tái Á muốn lấy Nhĩ Khàng làm chồng, Tiểu Yến Tử kể hết cho Càn Long về việc nhầm lẫn thân thế và việc Tử Vy mới thực sự là con gái của Hạ Vũ Hà. Ngay lập tức, Càn Long ra lệnh tra khảo Tiểu Yến Tử cùng Hạ Tử Vy, Kim Tỏa do bảo vệ chủ tử mà cũng bị trách phạt theo, đều giao cho Tông nhân phủ. Hoàng hậu có mệnh lệnh từ Càn Long, do vậy vào Tông nhân phủ sai Lương Đình Quế đối xử với ba người hết sức hà khắc.
Dù lúc đầu ông rất giận dữ, khi cơn giận qua, Càn Long tha thứ cho tất cả mọi người và chấp nhận Tử Vy. Từ đó Tử Vy được phong làm 「Minh Châu cách cách; 明珠格格」 và được chỉ hôn cho Phúc Nhĩ Khang, còn Tiểu Yến Tử do đã được thụ phong nên được sửa thành 「Hoàn Châu quận chúa; 还珠郡主」 và được chỉ hôn cho Ngũ a ca. Nhĩ Thái bắt đầu tìm hiểu Tái Á để giải vây cho Nhĩ Khang, và cuối cùng Nhĩ Thái và Tái Á kết hôn và Nhĩ Thái đi Tây tạng với Tái Á và cha cô.

### Tóm tắt nội dung

#### Phần 2: Phong vân tái khởi 1999 (風雲再起)
Bộ phim bắt đầu khi năm Càn Long thứ 25, Quốc vương A Ly Hòa Trác xứ Hồi Cương dâng Công chúa vì chính sách Hòa thân. Tương truyền, vị Công chúa này của Hồi Cương không chỉ dung mạo đặc biệt diễm lệ, mà toàn thân còn tỏa ra một thứ mùi hương kì lạ.
Tại Bắc Kinh khi ấy, Liễu Thanh và Liễu Hồng - hai người bạn giang hồ của Tiểu Yến Tử - vừa mở một tửu lầu tên là Hội Tân Lầu, do vậy họ mời nhóm bốn người Tiểu Yến Tử đến chung vui. Trong lễ khai trương, họ gặp một Mông Đan, một nam tử người Hồi Cương có hành vi bí ẩn. Trong khi đó ở hoàng cung, Hoàng đế Càn Long cùng Hậu cung làm đại lễ nghênh đón Hoàng thái hậu. Bà là mẹ ruột của Càn Long, do yêu thích Phật giáo mà được mọi người gọi là 「Lão Phật Gia; 老佛爷」. Bà rời khỏi Bắc Kinh đã 1 năm lên Ngũ Đài Sơn ăn chay niệm Phật, sau đó đã chính thức về kinh sau một năm tu tịnh. Cùng về với bà là Cách cách Tình Nhi - con gái của một vị Vương gia đã qua đời và là tâm phúc của Lão Phật Gia. Lão Phật Gia không lấy làm hài lòng khi biết tin Càn Long đã nhận hai cô gái nhân gian làm Cách cách và đã đính hôn họ với Vĩnh Kỳ cùng Nhĩ Khang. Sau khi tiếp xúc chính thức, Lão Phật Gia không hài lòng về thân thế con rơi của Hạ Tử Vy một phần vì mẹ cô là một Dân nữ, bên cạnh đó bà lại càng không ưa Tiểu Yến Tử tính tình nóng nảy.
Cùng lúc đó, Hồi Cương vương là A Ly Hoà Trác đã đưa con gái đến Bắc Kinh. Vị công chúa này có một nét đặc biệt là người cô toát ra một làn hương thơm tự nhiên mà không có gì có thể rửa sạch, nên được gọi là 「Hàm Hương; 含香」. Hồi Cương vương A Ly Hòa Trác đang tìm cách giao hảo với triều Thanh, do vậy dâng con gái quý giá làm quà cho Càn Long, và Càn Long lập tức phong cô làm 「Hương phi; 香妃」, tức vị Phi tử có mùi hương. Có được Hương phi, Càn Long dần ít sủng ái người khác, nhưng vị Hương phi này luôn cố giữ khoảng cách với Càn Long, thậm chí còn muốn tự tử để cự tuyệt chuyện hầu ngủ Hoàng đế. Nhóm người Tiểu Yến Tử, Vĩnh Kỳ, Tử Vy và Nhĩ Khang dần dần biết được câu chuyện giữa Mông Đan và Hàm Hương. Họ là tình nhân nhưng A Ly Hoà Trác luôn muốn dâng Hàm Hương cho Càn Long nên đã không đồng ý cho họ đến bên nhau. Mông Đan và Hàm Hương đã thử bỏ trốn tất cả bảy lần nhưng đều thất bại vì mùi hương của Hàm Hương có thể bị phát hiện. Nhóm bốn người Tiểu Yến Tử bắt đầu một kế hoạch giúp Hàm Hương và Mông Đan bỏ trốn lần nữa.
Trong cung lại thêm chuyện phiền nhiễu khi Lão Phật Gia muốn Nhĩ Khang lấy Cách cách Tình Nhi - một người theo bà là cả nhan sắc cùng tính cách kèm gia thế đều phù hợp với Nhĩ Khang hơn nếu so với Tử Vy. Nhưng cuối cùng, Tình Nhi nhận thấy tình cảm giữa Nhĩ Khang và Tử Vy quá mạnh mẽ nên rút lui, đồng thời chủ động cầu xin Lão Phật Gia tác thành cho hai người. Một hôm, họ gặp một con người bí ẩn khác ở Hội Tân Lầu, tên là Tiêu Kiếm. Tên anh ta dựa theo chiếc tiêu và cây kiếm gia truyền mà anh luôn mang theo. Tiêu Kiếm giúp mọi người với kế hoạch giúp Mông Đan và Hàm Hương bỏ trốn. Khi Càn Long biết được nhóm Tiểu Yến Tử đã giúp Hàm Hương bỏ trốn, ông ra lệnh chém đầu Tử Vy và Tiểu Yến Tử. Ngũ a ca Vĩnh Kỳ, Nhĩ Khang, anh em họ Liễu và Tiêu Kiếm quyết định cướp xe tù và bỏ trốn khỏi hoàng cung, lưu lạc nơi chân trời góc bể.
Trong khi họ chạy trốn, Càn Long bắt đầu cảm thấy nhớ các con và cho người đi tìm họ về. Trong cuộc chạy trốn, Tiêu Kiếm tiết lộ sự thật: Tiểu Yến Tử là em gái của anh. Hai anh em là người họ Phương, Tiêu Kiếm tên thật 「Phương Nghiêm; 方嚴」 còn Tiểu Yến Tử tên thật 「Phương Từ; 方慈」, cha mẹ của Tiêu Kiếm và Tiểu Yến Tử đã bị hại chết và kẻ thủ giết cha của họ lại chính là Càn Long. Khi trước Tiêu Kiếm cố tình không cho Tiểu Yến Tử biết chi tiết này vì tinh cảm giữa cô và Vĩnh Kỳ. Rồi cuối cùng Càn Long cũng tìm được Tiểu Yến Tử, Vĩnh Kỳ, Tử Vy và Nhĩ Khang và đích thân đến đón họ về cung. Cảm động trước tình cảm của Càn Long, cả bốn người đồng ý về cung. Nhĩ Khang thuyết phục Tiêu Kiếm vứt bỏ mối thù giết cha và chấp nhận việc Tiểu Yến Tử làm con dâu Càn Long.
Bộ phim kết thúc với lễ cưới của Vĩnh Kỳ - Tiểu Yến Tử và Nhĩ Khang - Tử Vy. Trong lễ cưới, Tình Nhi tình cờ gặp được Tiêu Kiếm.

### Tóm tắt nội dung

#### Phần 3: Thiên thượng nhân gian 2003 (天上人間)
Phần thứ ba bắt đầu xảy ra vào năm Càn Long thứ 27, Tiểu Yến Tử tuy rằng đã cùng Vĩnh Kỳ thành hôn, nhưng cả hai bọn họ vẫn bát nháo không có lễ nghi như thuở trước. Cả hai cùng tháp tùng Càn Long và Thái hậu "Lão Phật Gia" đi Nam tuần.
Khi đi qua Sơn Đông, các quan viên địa phương vì muốn lấy lòng Càn Long mà dâng lên rất nhiều trân bảo, lại chuẩn bị vô số sơn hào hải vị tiến ngự. Tiểu Yến Tử, Tử Vy cùng Ngũ A ca và Nhĩ Khang thông cảm cho nạn dân gặp đói bệnh khi ấy, nhịn không được đem tiệc rượu đồ ăn đều phân phát cho nạn dân, việc làm này khiến Càn Long cùng Lão Phật Gia hết sức cảm động. Trên đường Nam tuần, cặp đôi Tiểu Yến Tử cùng Ngũ A ca vô tư vui vẻ, Hạ Tử Vy cùng Nhĩ Khang ân ái không dứt, chỉ có Tình Nhi cùng Tiêu Kiếm lâm vào hoàn cảnh yêu không được dứt không xong. Tiểu Yến Tử thương tâm vì chuyện của anh trai, do vậy khi đến Hàng Châu đã cùng nhóm Tử Vy an bài Tình Nhi cùng Tiêu Kiếm lên một chiếc thuyền, nhằm tạo cơ hội cho hai người. Vệ sĩ lại nghĩ đây là thích khách, lên thuyền muốn bắt người, Tiểu Yến Tử cùng nhóm Vĩnh Kỳ và Nhĩ Khang ẩu đả vệ sĩ, làm kinh động Càn Long và Lão Phật Gia, do đó Lão Phật Gia biết chuyện tình bất chính giữa Tình Nhi cùng Tiêu Kiếm, trách phạt rất nặng và yêu cầu chấm dứt.
Lúc này Càn Long vô tâm không chú ý đến chuyện giữa Tình Nhi và Tiêu Kiếm, mà bị mê hoặc bởi một nữ tử thanh lâu tên gọi Hạ Doanh Doanh. Vì tham luyến nhan sắc và lời hát của cô, Càn Long tuyên bố muốn nạp cô làm Phi tử. Chuyện này làm kinh động Lão Phật Gia và Hoàng hậu. Hoàng hậu vì bảo toàn danh dự cho Càn Long, trình huyết thư khẩn thiết can gián, Càn Long giận dữ, đem Hoàng hậu trở lại kinh thành và giam vào Tĩnh Tâm uyển, vĩnh viễn không thể ở lại Khôn Ninh cung. Hoàng hậu vì cảm thấy không thể cứu vãn thói trăng hoa của Hoàng đế, cũng không còn hi vọng gì về hôn nhân bao năm giữa bà và Càn Long, nên quyết định chọn "cạo đầu làm ni" để đoạn tuyệt.
Trên đường Nam tuần, đoàn Thánh giá còn biết con gái của Trần Bang Trực của Hải Ninh tên Tri Họa, Lão Phật Gia nhìn thấy cô gái này ôn nhu hiếu thuận nên đưa về hầu bên người và cho theo về kinh, cha mẹ của cô gái không chút nhân nhượng mà đồng ý. Tình Nhi nhận thấy Tri Họa đã ở bên Lão Phật Gia, cũng muốn nhân đó chạy trốn cùng Tiêu Kiếm. Nhĩ Khang lại giả truyền Thánh chỉ, dùng kim bài lệnh tiễn thả bọn họ cao chạy xa bay, Càn Long giận dữ bắt giam Nhĩ Khang vào đại lao của Hàng Châu. Lúc này vì chuyện của Hoàng hậu phản đối nạp Hạ Doanh Doanh, lại đến chuyện Nhĩ Khang làm chuyện động trời, Càn Long tâm tình đều không vui vẻ, quyết định bãi giá hồi kinh, muốn đợi khi hồi cung kinh vấn tội Nhĩ Khang. Đôi uyên ương Tình Nhi cùng Tiêu Kiếm không muốn trở nên ích kỉ, bèn phải quay về, Nhĩ Khang cũng được thả ra. Trở lại kinh thành, Lão Phật Gia cho điều tra thân thế anh em Tiểu Yến Tử, vì để phòng họa mà bắt giam Tiêu Kiếm, cuối cùng Tiêu Kiếm trốn đến vùng Vân Nam. Trong quá trình này, cuối cùng Tiểu Yến Tử biết người hại chết cha mẹ mình là thân tín nhất của Càn Long, do vậy đối với Vĩnh Kỳ ngày càng đạm bạc, ý hận đối với Càn Long cũng dần nảy sinh và thúc đẩy gia tăng. Vì bảo thủ bí mật, Lão Phật Gia yêu cầu Vĩnh Kỳ cưới thêm Tri Họa làm vợ, điều kiện là sẽ buông tha cho Tiêu Kiếm. Tiểu Yến Tử vì cứu anh trai, sẵn có ý hận với cha con Càn Long cùng Vĩnh Kỳ nên đã đồng ý. Sau khi cưới, Tri Họa tìm cách chia rẽ Vĩnh Kỳ cùng Tiểu Yến Tử, tạo thành tam giác quan hệ éo le.
Năm Càn Long thứ 30, mùa thu, xảy ra chiến tranh giữa Miến Điện cùng Đại Thanh. Vĩnh Kỳ cùng Nhĩ Khang đều được phái đi tham chiến, tại đây họ gặp Tiêu Kiếm. Trong trận chiến, Nhĩ Khang được báo tin là đã chết, khiến Hạ Tử Vy nghe tin mà thống khổ. Giữa lúc ấy, Tri Họa hạ sinh một con trai tên Miên Ức, khiến tình cảnh giữa Vĩnh Kỳ cùng Tiểu Yến Tử thêm bế tắc. Kỳ lạ thay, Nhĩ Khang không chết, nhưng trí nhớ bị ảnh hưởng, con gái thứ 8 của Miến Điện vương Mãnh Bạch tên Mộ Sa công chúa yêu thích Nhĩ Khang nên tận tình chăm sóc, trong ký ức hỗn loạn đó Nhĩ Khang nhận nhầm Mộ Sa là Hạ Tử Vy. Tiêu Kiếm biết việc này sau lại đến Bắc Kinh, nói cho Tử Vy, do đó Tử Vy quyết định đến Miến Điện tìm kiếm. Giữa lúc ấy, Càn Long dần nghi ngờ và ép hỏi lai lịch Tiêu Kiếm, dẫn đến xung đột khiến Tiêu Kiếm cùng Tiểu Yến Tử suýt giết Càn Long. Sau vì Vĩnh Kỳ cùng Tử Vy hết sức hòa giải, Tiểu Yến Tử cảm động mà khuyên anh trai từ bỏ hận thù. Sau khi giải quyết chuyện này, Tử Vy lên đường Nam hạ để tìm chồng, Vĩnh Kỳ cùng Tiểu Yến Tử đi theo và Vĩnh Kỳ quyết định từ bỏ Hoàng vị. Càn Long tác thành cho mọi người, còn chính thức ban hôn cặp đôi uyên ương bạc mệnh là Tình Nhi cùng Tiêu Kiếm. Ngày họ lên đường đi Miến Điện, Tri Họa ôm Miên Ức gào khóc gọi với Vĩnh Kỳ, Tiểu Yến Tử lúc này mới biết rõ tình cảm mà cô dành cho Vĩnh Kỳ, nhưng vẫn quyết đoán đem Vĩnh Kỳ rời đi.
Ở Miến Điện, với sự hào hiệp của Mộ Sa, Tử Vy cuối cùng cũng tìm lại được Nhĩ Khang. Cả hai lên đường về Bắc Kinh, mà vợ chồng Tiểu Yến Tử cùng Tiêu Kiếm quyết định ở tại Vân Nam sinh sống. Trong ngày đám cưới Tiêu Kiếm cùng Tình Nhi, Tiểu Yến Tử biết được mình có thai. Những năm cuối triều Càn Long, vợ chồng Tiểu Yến Tử được ghé thăm bởi Càn Long và Nhĩ Khang, ba đại gia đình quây quần vui vẻ.

## Đối chiếu lịch sử

### Dùng sai danh hiệu
Trong các tác phẩm văn học, điện ảnh, truyền hình lấy bối cảnh Thanh triều vào thế kỉ 20, danh hiệu ["Cách cách"] bị hiểu nhầm do sự thông dụng và đặc trưng của nó, nên thường được hiểu thành: Danh hiệu dành cho con gái Hoàng đế nhà Thanh theo tiếng Mãn.
Tuy nhiên, sự thực chứng minh hoàn toàn khác hẳn. Con gái Hoàng đế triều Thanh, tức Hoàng nữ, tùy thân phận con vợ cả (do Hoàng hậu sinh ra) hay con vợ lẽ (Phi tần sinh ra) mà được phong làm Cố Luân Công chúa hoặc Hòa Thạc Công chúa, triều Thanh thậm chí có lệ nếu con gái Thân vương Tông Thất được đưa vào cung nuôi thì cũng dùng lễ Hòa Thạc Công chúa mà đãi ngộ. Bộ tiểu thuyết và phim truyền hình Hoàn Châu Cách cách vẫn khiến hiểu lầm này tồn tại rất lâu. Trong bộ tiểu thuyết và bộ phim này, Càn Long phong cho Tiểu Yến Tử - con gái riêng của mình, làm [Hoàn Châu Cách cách; 还珠格格] như một danh hiệu dành cho Hoàng nữ. Theo nguyên tác, sau khi Hạ Tử Vy được xác định là con gái của Càn Long, được phong làm [Minh Châu Cách cách; 明珠格格], còn Tiểu Yến Tử từ [Hoàn Châu Cách cách] bị đổi thành [Hoàn Châu Quận chúa; 还珠郡主]. Trong khi căn cứ chế độ tước hiệu triều Thanh, "Cách cách" mà một phiên âm Mãn ngữ của tước hiệu "Quận chúa".
Đối chiếu với pháp độ nhà Thanh đã trình bày ở trên, việc sử dụng danh xưng "Cách cách" của Quỳnh Dao hoàn toàn không phù hợp tính lịch sử. Đến khi Tân Hoàn Châu Cách cách tiến hành, biên kịch mới điều chỉnh cho đúng.

### Nguyên hình nhân vật
Nguyên hình của nhân vật Tiểu Yến Tử, được Quỳnh Dao dựa trên một truyền thuyết về Công chúa phần (公主坟; nghĩa là "Mộ công chúa"). Cái mộ này rất nổi tiếng ở Bắc Kinh, tọa lạc ở ngoài khu vực Phục Hưng môn kiều (复兴门桥), Tây Thành, Bắc Kinh. Căn cứ theo hồi ức của Quỳnh Dao, năm 1997, bà đến Bắc Kinh đi ngang qua khu vực "Công chúa phần" và lấy cảm hứng viết lên Hoàn Châu cách cách. Bà chia sẻ:
| “                                                              | 还珠格格这个故事的灵感，来自北京的地名公主坟。我到过北京很多次，对北京的地名和巷名很感兴趣，因为它很写实。例如帽儿胡同像帽子，狗尾巴胡同像狗尾。看到名字就可以想象它的地形。可是北京有个地区叫公主坟就非常奇怪了。和一些朋友谈起，才知道这个地名有个传说：相传，在乾隆时期，乾隆收了一个民间女子作为义女，封为格格。这位格格去世后，因为不能葬在皇家祖坟，所以就葬在公主坟这个地方。当然，那时的公主坟还是一片荒烟蔓草，是个很偏僻的地方，这个地方因为有幸葬了一个公主，从此就叫公主坟，一直沿用到今天。 . Cái linh cảm mà tôi viết nên "Hoàn Châu cách cách", là khi đến thâm địa danh Mộ công chúa ở Bắc Kinh. Tôi đến Bắc Kinh rất nhiều lần, đối với địa danh cùng vài con phố nổi tiếng tại nơi đây cảm thấy thực hứng thú, nên có ý tả thực. Ví dụ "Mạo Nhi hồ đồng" nhìn giống cái mũ, "Cẩu Vĩ Ba hồ đồng" nhìn giống cái đuôi chó, nhìn đến tên gọi là có thể tưởng tượng đến địa hình được ngay. Nhưng mà ở Bắc Kinh có khu vực được gọi là "Mộ công chúa", thập phần kỳ quái. Sau khi hỏi vài người bạn, địa danh này có một truyền thuyết: Tương truyền, ở thời kỳ Càn Long, Càn Long Hoàng đế nhận một Dân gian nữ tử làm Nghĩa nữ, phong làm Cách cách. Vị Cách cách này sau khi qua đời, bởi vì không thể táng ở Hoàng lăng kề gần tổ tiên, cho nên liền táng ở đây. Vùng đất này khi trước cực kỳ hẻo lánh, cỏ cây xum xuê, bởi vì có được vinh hạnh làm chỗ táng của Công chúa mà biến thành "Mộ công chúa", luôn được sử dụng cho tới ngày nay. | ” |
| — Quỳnh Dao chia sẻ về cảm hứng viết nên "Hoàn Châu cách cách" | |   |

Về mộ phần này, từ năm 1965, những chuyên gia đã xác định rõ, hai vị được táng ở trong đều là con gái của Gia Khánh Đế, là Hòa Thạc Trang Kính Công chúa (con gái Hòa Dụ Hoàng quý phi) cùng Cố Luân Trang Tĩnh Công chúa (con gái Hiếu Thục Duệ Hoàng hậu). Cả hai là Hoàng nữ chính thống. Nguyên nhân có mộ này cũng là vì Hoàng lăng rất ít khi hạ táng thành viên Hoàng thất trưởng thành, bất kể Hoàng tử hay Hoàng nữ, khi có gia tộc riêng hay có gia thất riêng, đặc biệt là có con cháu, thì càng được chọn đất ở nơi khác và xây làm quần thể an táng ở chỗ đấy, việc hai vị Hoàng nữ được táng ở đây là theo lẽ thường. Trước khi khảo nghiệm năm 1965 tiến hành và Quỳnh Dao biết đến, mộ phần này thường được cho là an táng Khổng Tứ Trinh - một Nghĩa nữ của Hiếu Trang Văn Hoàng hậu và được đặc cách phong làm Hòa Thạc Công chúa.
Đối với việc thông tin tác phẩm của mình cùng lịch sử có sai lệch, Quỳnh Dao thẳng thắng bày tỏ:
- 我不是一个历史学家，《还珠格格》是个完全杜撰的故事，书中牵扯的人物，也充满了我个人的想象力。请读者们千万不要把这部小说和‘历史’混为一谈
- "Bản thân tôi không phải nhà nghiên cứu sử. 《Hoàn Châu cách cách》 chỉ hoàn toàn do tôi tưởng tượng hư cấu theo ý mình, các nhân vật tính cách ra sao cũng đều là tôi thêm thắt, thỉnh độc giả đừng xem là tư liệu lịch sử".

### Thay đổi địa danh lịch sử
Trong phần hai của bộ phim Hoàn Châu Cách Cách, chị em kết nghĩa Tiểu Yến Tử và Tử Vy cùng Ngũ A Ca Vĩnh Kỳ, Phúc Nhĩ Khang, và nhóm bạn trốn khỏi hoàng cung để tránh sự truy đuổi của triều đình vì mang trọng tội thả Hương Phi. Nhóm bạn quyết định đi xuống miền nam tỉnh Vân Nam, Đại Lý để thành lập một cuộc sống mới. Tuy nhiên, họ đã thay đổi ý nghĩ này và quyết định quay về Hoàng Cung ở Bắc Kinh sau khi biết được Hoàng Thượng đã tha thứ.  
Đối với tên địa danh vùng miền trong lịch sử, Đại Lý là tên một vùng đất hay một vương triều nằm phía tây bắc Đại Nam (hay An Nam, tên Việt Nam cổ), bên trên vùng Vân Nam. Tuy nhiên, tiền triều Đại Lý này chỉ tồn tại đến thế kỷ thứ 13  trong khi Hoàn Châu Cách Cách dựa trên một tiểu thuyết cùng tên của Quỳnh Dao trong bối cảnh Thanh triều mà tồn tại từ thế kỷ thứ 16 đến đầu thế kỷ thứ 20. Phải chăng họ đang nhắc tới vùng đất xưa, nơi mà có những thảm cỏ vàng yên bình.

## Giải thưởng và Đề cử
| Năm  | Sự kiện                | Hạng mục trao giải                      | Cá nhân nhận giải | Kết quả   |
| ---- | ---------------------- | --------------------------------------- | ----------------- | --------- |
| 1999 | Giải Kim Kê lần thứ 17 | Phim truyền hình xuất sắc nhất          | Mùa 1             | Đoạt giải |
| 1999 | Giải Kim Kê lần thứ 17 | Nữ diễn viên xuất sắc nhất (Trung Quốc) | Triệu Vy          | Đoạt giải |

## Nhạc phim
Nhạc phim Hoàn Châu cách cách được dịch sang tiếng Việt và được thể hiện thành công nhất với cặp đôi Đan Trường và Cẩm Ly. Bài hát phần 1 “KHI”《当》được Đan Trường hát với tên gọi “Hoài niệm” và “Trong mơ”《梦里》với bản tiếng Việt là “Tình hồng như mơ”.